# World Poker Tour Saison 18
La saison 18 du World Poker Tour (WPT) est un tournoi de poker qui se tient de 2019 à 2021.

## Résultats

### WPT Gardens Poker Festival
- Casino : The Gardens Casino, Hawaiian Gardens, Californie,  États-Unis[1],[2]
- Prix d'entrée : 5 000 $[1],[3]
- Date : Du 20 au 25 juillet 2019[1]
- Nombre de joueurs : 373
- Prize Pool : 1 753 100 $
- Nombre de places payées : 48

| Place | Nom           | Prix      |
| ----- | ------------- | --------- |
| 1er   | Roger Teska   | 368 475 $ |
| 2e    | Laszlo Molnar | 235 615 $ |
| 3e    | Lior Orel     | 172 770 $ |
| 4e    | Lars Kamphues | 128 320 $ |
| 5e    | Andrew Wisdom | 96 545 $  |
| 6e    | Lance Garcia  | 73 600 $  |

### WPT Legends of Poker
- Casino : The Commerce Hotel & Casino, Los Angeles,  États-Unis[4]
- Prix d'entrée : 4 600 $[4]
- Date : Du 31 août au 4 septembre 2019[4]
- Nombre de joueurs : 520
- Prize Pool : 2 392 000 $
- Nombre de places payées : 65

| Place | Nom                | Prix      |
| ----- | ------------------ | --------- |
| 1er   | Aaron Van Blarcum  | 474 390 $ |
| 2e    | Gueorgui Gantchev  | 306 265 $ |
| 3e    | Jared Griener      | 226 040 $ |
| 4e    | Vahan Sudzhyan     | 168 630 $ |
| 5e    | Jisup Hwang        | 127 165 $ |
| 6e    | Antonios Roungeris | 96 955 $  |

### WPT Borgata Poker Open
- Casino : Borgata Hotel Casino & Spa, Atlantic City,  États-Unis[5],[6]
- Prix d'entrée : 3 500 $[5],[6]
- Date : Du 15 au 20 septembre 2019[5],[6]
- Nombre de joueurs : 1 156
- Prize Pool : 3 700 356 $
- Nombre de places payées : 145

| Place | Nom            | Prix      |
| ----- | -------------- | --------- |
| 1er   | Donald Maloney | 616 186 $ |
| 2e    | Uke Dauti      | 410 787 $ |
| 3e    | Kevin Albers   | 303 903 $ |
| 4e    | David Farah    | 227 077 $ |
| 5e    | Jeremy Maher   | 171 386 $ |
| 6e    | Annand Ramdin  | 130 672 $ |

### WPT Maryland Live
- Casino : Maryland Live Casino, Hanover, Maryland,  États-Unis[7],[8]
- Prix d'entrée : 3 500 $[7],[8]
- Date : Du 28 septembre au 2 octobre 2019[7],[8]
- Nombre de joueurs : 495
- Prize Pool : 1 584 000 $
- Nombre de places payées : 62

| Place | Nom               | Prix      |
| ----- | ----------------- | --------- |
| 1er   | Nitis Udornpim    | 319 415 $ |
| 2e    | Stephen Deutsch   | 202 905 $ |
| 3e    | Brian Altman      | 149 515 $ |
| 4e    | Anthony Zinno     | 111 415 $ |
| 5e    | Robert McLaughlin | 83 970 $  |
| 6e    | Jeffrey Colpitts  | 64 020 $  |

### WPT Royaume-Uni
- Casino : Dusk Till Dawn Poker & Casino, Nottingham,  Royaume-Uni[9],[10]
- Prix d'entrée : 3 300 $[9],[10]
- Date : Du 2 au 6 octobre 2019[9],[10]
- Nombre de joueurs : 690
- Prize Pool : 2 007 900 $
- Nombre de places payées : 100

| Place | Nom               | Prix      |
| ----- | ----------------- | --------- |
| 1er   | Simon Brändström  | 330 000 $ |
| 2e    | Ryan Mandara      | 221 650 $ |
| 3e    | James Rann        | 168 500 $ |
| 4e    | Matthew Eardley   | 128 500 $ |
| 5e    | Maria Lampropulos | 98 500 $  |
| 6e    | Paul Siddle       | 76 000 $  |

### WPT Bounty Scramble
- Casino : bestbet Jacksonville, Jacksonville, Floride,  États-Unis[11],[12]
- Prix d'entrée : 5 000 $[11],[12]
- Date : Du 11 au 15 octobre 2019[11],[12]
- Nombre de joueurs : 349
- Prize Pool : 1 615 870 $
- Nombre de places payées : 45

| Place | Nom             | Prix      |
| ----- | --------------- | --------- |
| 1er   | Joshua Adkins   | 331 480 $ |
| 2e    | Tan Nguyen      | 210 988 $ |
| 3e    | Joshua Kay      | 155 340 $ |
| 4e    | Jason Lee       | 115 691 $ |
| 5e    | Jonathan Cronin | 87 170 $  |
| 6e    | Jeff Cunningham | 66 457 $  |

### WPT Montréal
- Casino : Playground Poker Club, Kahnawake,  Canada[13],[14]
- Prix d'entrée : 5 300 CAD[13],[14]
- Date : Du 29 octobre au 3 novembre 2019[13],[14]
- Nombre de joueurs : 1 109
- Prize Pool : 3 327 000 CAD
- Nombre de places payées : 159

| Place | Nom              | Prix        |
| ----- | ---------------- | ----------- |
| 1er   | Geoff Hum        | 500 000 CAD |
| 2e    | Adedapo Ajayi    | 335 000 CAD |
| 3e    | Joseph Cheong    | 235 290 CAD |
| 4e    | Michael Watson   | 180 000 CAD |
| 5e    | Kristen Bicknell | 140 000 CAD |
| 6e    | Martin Jacobson  | 110 000 CAD |

### WPT Seminole Rock N Roll Poker Open
- Casino : Seminole Hard Rock Hotel & Casino, Hollywood, Floride,  États-Unis[15],[16]
- Prix d'entrée : 3 500 $[15],[16]
- Date : Du 29 novembre au 4 décembre 2019[15],[16]
- Nombre de joueurs : 988
- Prize Pool : 3 161 600 $
- Nombre de places payées : 124

| Place | Nom              | Prix      |
| ----- | ---------------- | --------- |
| 1er   | Milen Stefanov   | 545 070 $ |
| 2e    | Fabian Gumz      | 353 380 $ |
| 3e    | David Novosel    | 260 845 $ |
| 4e    | Roman Korenev    | 194 605 $ |
| 5e    | Cesar Fuentes    | 146 760 $ |
| 6e    | Francis Anderson | 111 895 $ |

### WPT Five Diamond World Poker Classic
- Casino : Bellagio, Las Vegas,  États-Unis[17],[18]
- Prix d'entrée : 10 400 $[17],[18]
- Date : Du 16 au 20 décembre 2019[17],[18]
- Nombre de joueurs : 1 035
- Prize Pool : 10 039 500 $
- Nombre de places payées : 130

| Place | Nom            | Prix        |
| ----- | -------------- | ----------- |
| 1er   | William Foxen  | 1 694 995 $ |
| 2e    | Toby Joyce     | 1 120 040 $ |
| 3e    | Seth Davies    | 827 285 $   |
| 4e    | Peter Neff     | 617 480 $   |
| 5e    | Daniel Park    | 465 780 $   |
| 6e    | Jonathan Jaffe | 355 125 $   |

### WPT Gardens Poker Championship
- Casino : Gardens Casino, Los Angeles,  États-Unis[19],[20]
- Prix d'entrée : 10 000 $[19],[20]
- Date : Du 9 au 13 janvier 2020 (table finale le 31 mars 2020, reportée à une date indéterminée[21])[19],[20]
- Nombre de joueurs : 257
- Prize Pool : 2 467 200 $
- Nombre de places payées : 33

| Place | Nom | Prix      |
| ----- | --- | --------- |
| 1er   |     | 554 495 $ |
| 2e    |     | 359 650 $ |
| 3e    |     | 263 090 $ |
| 4e    |     | 195 085 $ |
| 5e    |     | 146 655 $ |
| 6e    |     | 111 795 $ |

### WPT Lucky Hearts Poker Open
- Casino : Seminole Hard Rock Hotel & Casino, Hollywood, Floride,  États-Unis[22],[23]
- Prix d'entrée : 3 500 $[22],[23]
- Date : Du 17 au 22 janvier 2020[22],[23]
- Nombre de joueurs : 823
- Prize Pool : 2 697 600 $
- Nombre de places payées : 106

| Place | Nom            | Prix      |
| ----- | -------------- | --------- |
| 1er   | Brian Altman   | 482 636 $ |
| 2e    | John Dollinger | 311 751 $ |
| 3e    | Chanracy Khun  | 230 086 $ |
| 4e    | Nadya Magnus   | 171 642 $ |
| 5e    | Nadeem Hirani  | 129 438 $ |
| 6e    | Peter James    | 98 686 $  |

### WPT Russie
- Casino : Sochi Casino and Resort, Sotchi,  Russie[24],[25]
- Prix d'entrée : 210 000 RUB[24],[25]
- Date : Du 21 au 26 janvier 2020[24],[25]
- Nombre de joueurs : 489
- Prize Pool : 95 500 000 RUB
- Nombre de places payées : 71

| Place | Nom              | Prix           |
| ----- | ---------------- | -------------- |
| 1er   | Aleksey Badulin  | 16 257 500 RUB |
| 2e    | Vlada Stojanović | 11 550 000 RUB |
| 3e    | Ernest Shakaryan | 8 442 490 RUB  |
| 4e    | Vahe Martirosyan | 6 370 000 RUB  |
| 5e    | Sergey Kharlamov | 4 900 000 RUB  |
| 6e    | Roman Timergazin | 3 745 000 RUB  |

### WPT Borgata Winter Poker Open
- Casino : Borgata Hotel Casino & Spa, Atlantic City,  États-Unis[26],[27]
- Prix d'entrée : 3 500 $[26],[27]
- Date : Du 26 au 30 janvier 2020 (table finale le 16 mai 2021)
- Nombre de joueurs : 1 290
- Prize Pool : 34 129 290 $
- Nombre de places payées : 162

| Place | Nom | Prix      |
| ----- | --- | --------- |
| 1er   |     | 674 840 $ |
| 2e    |     | 449 904 $ |
| 3e    |     | 333 012 $ |
| 4e    |     | 248 913 $ |
| 5e    |     | 187 900 $ |
| 6e    |     | 143 264 $ |

### WPT Allemagne
- Casino : King's Resort Rozvadov, Rozvadov,  République tchèque[28],[29]
- Prix d'entrée : 3 300 €[28],[29]
- Date : Du 18 au 23 février 2020[28],[29]
- Nombre de joueurs : 510
- Prize Pool : 1 453 500 €
- Nombre de places payées : 73

| Place | Nom                   | Prix      |
| ----- | --------------------- | --------- |
| 1er   | Christopher Puetz     | 270 000 € |
| 2e    | Laszlo Papai          | 174 500 € |
| 3e    | Joep van den Bijgaart | 125 000 € |
| 4e    | Josef Guláš           | 91 000 €  |
| 5e    | Gianluca Speranza     | 68 000 €  |
| 6e    | Farukh Tach           | 52 000 €  |

### WPT Fallsview Poker Classic
- Casino : Niagara Fallsview Casino Resort, Niagara Falls,  Canada[30],[31]
- Prix d'entrée : 5 000 CAD[30],[31]
- Date : Du 21 au 23 février 2020[30],[31]
- Nombre de joueurs : 594
- Prize Pool : 2 708 046 CAD
- Nombre de places payées : 75

| Place | Nom                              | Prix        |
| ----- | -------------------------------- | ----------- |
| 1er   | Éric Afriat                      | 508 021 CAD |
| 2e    | Marc-Olivier Carpentier-Perrault | 356 180 CAD |
| 3e    | Adam Hui                         | 229 013 CAD |
| 4e    | Trung Nguyen                     | 163 965 CAD |
| 5e    | Demo Kiriopoulos                 | 125 850 CAD |
| 6e    | Zuhair Al-Pachachi               | 103 217 CAD |

### WPT LA Poker Classic
- Casino : The Commerce Hotel & Casino, Los Angeles,  États-Unis[32],[33]
- Prix d'entrée : 10 000 $[32],[33]
- Date : Du 29 février au 4 mars 2020 (table finale le 17 mai 2021)
- Nombre de joueurs : 490
- Prize Pool : 4 712 550 $
- Nombre de places payées : 62

| Place | Nom | Prix        |
| ----- | --- | ----------- |
| 1er   |     | 1 000 000 $ |
| 2e    |     | 600 060 $   |
| 3e    |     | 431 585 $   |
| 4e    |     | 323 485 $   |
| 5e    |     | 243 330 $   |
| 6e    |     | 185 330 $   |

### WPT Rolling Thunder
- Casino : Thunder Valley Casino Resort,  Lincoln,  États-Unis[34],[35]
- Prix d'entrée : 5 000 $[34],[35]
- Date : Du 7 au 10 mars 2020[34],[35]
- Nombre de joueurs : 250
- Prize Pool : 1 162 500 $
- Nombre de places payées : 32

| Place | Nom            | Prix      |
| ----- | -------------- | --------- |
| 1er   | Tony Tran      | 279 270 $ |
| 2e    | Jake Schwartz  | 177 680 $ |
| 3e    | Robert Heidorn | 122 105 $ |
| 4e    | Kevin Rabichow | 85 800 $  |
| 5e    | Erkut Yilmaz   | 61 685 $  |
| 6e    | Shankar Pillai | 45 390 $  |

### WPT Venetian
- Casino : Venetian, Las Vegas,  États-Unis[2],[3]
- Prix d'entrée : 5 000 $[2],[3]
- Date : Du 5 au 9 mars 2021
- Nombre de joueurs : 937
- Prize Pool : 4 333 625 $
- Nombre de places payées : 118

| Place | Nom             | Prix      |
| ----- | --------------- | --------- |
| 1er   | Qing Liu        | 752 880 $ |
| 2e    | Joe McKeehen    | 491 960 $ |
| 3e    | Roland Rokita   | 363 235 $ |
| 4e    | Jack Hardcastle | 271 050 $ |
| 5e    | Kou Vang        | 204 430 $ |
| 6e    | Trace Henderson | 155 865 $ |

### WPT Barcelone
Reporté,,

### WPT Seminole Hard Rock Poker Showdown
Reporté,

### WPT Online Championship
- Salle en ligne : partypoker.com[40]
- Prix d'entrée : 3 200 $[40]
- Date : Du 10 au 20 mai 2020[40]
- Nombre de joueurs : 2 130
- Prize Pool : 6 390 000 $
- Nombre de places payées : 312

| Place | Nom                      | Prix      |
| ----- | ------------------------ | --------- |
| 1er   | Christian Jeppsson       | 923 786 $ |
| 2e    | Viktor Ustimov           | 865 742 $ |
| 3e    | Jukka Koskela            | 477 333 $ |
| 4e    | Nikolay Ponomarev        | 317 583 $ |
| 5e    | Alexander Stuart R Clark | 221 733 $ |
| 6e    | Pascal Hartmann          | 151 443 $ |
| 7e    | Sam Greenwood            | 103 838 $ |
| 8e    | Pascal Teekens           | 66 776 $  |

### WPT Choctaw
Reporté,

### WPT Tournament of Champions
Reporté,

### WPT World Online Championship
- Salle en ligne : partypoker.com[43]
- Prix d'entrée : 10 300 $[43]
- Date : Du 1er au 8 août 2020[43]
- Nombre de joueurs : 1 011
- Prize Pool : 10 110 000 $
- Nombre de places payées : 136

| Place | Nom                | Prix        |
| ----- | ------------------ | ----------- |
| 1er   | Phillip Mighall    | 1 550 298 $ |
| 2e    | Teun Mulder        | 1 396 968 $ |
| 3e    | Damian Salas       | 814 663 $   |
| 4e    | Blaž Žerjav        | 552 006 $   |
| 5e    | Victor Simionato   | 391 257 $   |
| 6e    | Dzmitry Urbanovich | 277 014 $   |
| 7e    | Bert Stevens       | 194 112 $   |
| 8e    | Akseli Paalanen    | 153 672 $   |
| 9e    | László Molnár      | 127 386 $   |